# The Whistleblower
The Whistleblower è un film del 2010 diretto da Larysa Kondracki, basato sull'esperienza vissuta in Bosnia da Kathryn Bolkovac, interpretata nella pellicola da Rachel Weisz.

## Trama
Kathryn Bolkovac è una poliziotta statunitense che decide di intraprendere una missione in Bosnia ed Erzegovina, nel dopoguerra, per conto di una agenzia affiliata all'ONU. Mentre la sua scelta è dettata principalmente dal bisogno di denaro per superare la difficile situazione dopo la separazione dal marito, compie il suo lavoro con serietà e dedizione. Questo la porta a scontrarsi con una realtà fatta di sotterfugi e una gestione delle risorse del posto poco chiara.
In una delle sue prime missioni riesce, per la prima volta nel dopoguerra, a far condannare un uomo per violenza domestica. Dopodiché si interessa di Raya, una giovane donna ucraina, e della sua amica Ljuba, coinvolte da un parente in un traffico sessuale bosniaco. Raya fugge con Irka, un'altra ragazza costretta a prostituirsi, e le due vengono inviate presso l'UNHCR, un rifugio per donne vittime del traffico di esseri umani. Proprio qui le due ragazze restano vittime di un pestaggio, mentre la Bolkovac è impegnata a ricostruire i fatti. Lei scopre che nell'organizzazione dedita al traffico di giovani donne e allo sfruttamento della prostituzione, anche minorile, sono pesantemente coinvolti come aguzzini anche gli stessi membri delle forze di pace dell'ONU. L'indagine si rivela molto pericolosa per lei e per le ragazze coinvolte, trattate come schiave.
Intanto Laura Leviani, funzionaria italiana dell'UNHCR, gelida mente del programma di rimpatrio, non le è di nessun aiuto: la donna sostiene infatti che le norme burocratiche le impediscono di salvare le prostitute, i cui passaporti sono stati confiscati dai rapitori, e in una occasione nasconde a una madre venuta in Bosnia dall'Ucraina la sorte della figlia che lei stessa ha appena riconsegnata ai boia.

## Distribuzione
Nonostante il cast e i numerosi premi ricevuti, il film in Italia non venne distribuito nei cinema ma solo in versione home video .